# Dinocryptus hemipterus
Dinocryptus hemipterus är en stekelart som beskrevs av Townes, Townes och Gupta 1961. Dinocryptus hemipterus ingår i släktet Dinocryptus och familjen brokparasitsteklar. Inga underarter finns listade i Catalogue of Life.